# Варивода, Антон
Антон Варивода (укр. Антін Варивода; 10 января 1869, Серет, Австро-Венгрия — 12 марта 1936, Вена, Австрия) — украинский военный деятель, командир полка УСС, полковник УГА.

## Биография
Родился 10 января 1869 в городе Серет в Австро-Венгрии (ныне г. Сирет, Румыния).
Окончил австрийское офицерское училище. С началом Первой мировой войны командовал сотней в армии Австро-Венгрии, а уже в 1916 году был назначен командиром полка Украинских сечевых стрельцов. Под его командованием полк УСС участвовал в боях за гору Лысоня.
Во время польско-украинской войны занимал должность полковника Галицкой армии. Также занимался возвращением солдат-украинцев из Австрии и Италии на родину. В 1920 году командовал бригадой интернированных солдат Галицкой армии в городах Либерец и Яблонне.
В эмиграции проживал в Вене, где и умер 12 марта 1936 года.